# Innertkirchen
Innertkirchen es una comuna suiza del cantón de Berna, situada en el distrito administrativo de Interlaken-Oberhasli. Limita al norte con las comunas de Meiringen y Hasliberg, al noreste con Kerns (OW), Wolfenschiessen (NW) y Engelberg (OW), al este con Gadmen, al sureste y sur con Guttannen, y al oeste con Grindelwald y Schattenhalb.
Hasta el 31 de diciembre de 2009 pertenecía al distrito de Oberhasli.